# باول ريتشاردز (عالم إنسان)
باول ريتشاردز (بالهولندية: Paul Richards)‏ هو عالم إنسان هولندي، ولد في 14 مايو 1945.